# Caproni Ca.2
Caproni Ca.2 — бомбардировщик Первой мировой войны. Второй по счёту самолёт Джованни Капрони. Разработан на основе Caproni Ca.1.

## История
После крушения Caproni Ca.1 Капрони и его сотрудники, жившие в то время на ферме Мальпенса, приняли решение создать второй самолёт под названием Ca.2. Параллельно они восстанавливали первый биплан. 23 июля 1910 смерч повредил ангар с самолётами, но во второй половине августа самолёт всё же был завершён.
12 августа летательный аппарат испытали. Пилотом был назначен работник Капрони — Уго Табаччи, который до этого испытывал Ca.1. Во второй раз он не сумел посадить самолёт, на чём его лётная карьера закончилась.

## Тактико-технические характеристики
Технические характеристики
- Материал: дерево, холст
- Длина: 9,86 м
- Размах крыла: 10,50 м
- Площадь крыла: 38 м²
- Силовая установка: 50 л.с. x 1